# Micragone
Micragone is een geslacht van vlinders van de familie nachtpauwogen (Saturniidae), uit de onderfamilie Ludiinae.

## Soorten
- M. agathylla (Westwood, 1849)
- M. allardi Darge, 1990
- M. amaniana Darge, 2010
- M. ansorgei (Rothschild, 1907)
- M. avinoffi Holland
- M. bilineata (Rothschild, 1907)
- M. caliginosa Darge, 2010
- M. camerunensis (Strand, 1909)
- M. cana Aurivillius, 1893
- M. colettae Rougeot, 1959
- M. ducorpsi (Fleury, 1924)
- M. elisabethae Bouvier, 1930
- M. flammostriata Rougeot, 1979
- M. fluminis Darge, 1976
- M. gaetani Bouyer, 2008
- M. herilla (Westwood, 1849)
- M. herilloides Bouvier, 1936
- M. joiceyi Bouvier, 1930
- M. kalamboensis Darge, 2010
- M. kasanka Darge, 2011
- M. kitaiensis Darge, 2010
- M. leonardi Bouyer, 2008
- M. lichenodes (Holland, 1893)
- M. loutemboensis Darge, 2010
- M. martinae Rougeot, 1952
- M. mirei Darge, 1990
- M. morettoi Darge, 2001
- M. morini Rougeot, 1977
- M. mpandana Darge, 2012
- M. nenia (Westwood, 1849)
- M. nenioides Rougeot, 1979
- M. neonubifera Rougeot, 1979
- M. nubifera Rougeot, 1979
- M. nyasae Rougeot, 1962
- M. remota Darge, 2005
- M. rougeriei Bouyer, 2008
- M. trefurthi (Strand, 1909)
- M. udzungwa Darge, 2011